# Taiwanobryum crenulatum
Taiwanobryum crenulatum là một loài Rêu trong họ Prionodontaceae. Loài này được (Harv.) S. Olsson, Enroth & D. Quandt miêu tả khoa học đầu tiên.